# Álex Cisneros
Álex Cisneros (Cuenca, Ecuador, 1968) es un actor de teatro y cine ecuatoriano, conocido por dirigir, escribir y actuar en la película A estas alturas de la vida, además de ser un actor recurrente de Enchufe.tv desde 2012.

## Biografía
Álex Cisneros nació en 1968, en Cuenca, Ecuador.
Cuando estudió en la universidad, conoció a Manuel Calisto, alrededor del año 1996, cuando Calisto debutaba en televisión con la serie El gran retorno y con el que formó una amistad por años, mientras que en aquel entonces Manuel tenía varias ideas que ambos empezaron a filmar, sin embargo la mayoría de sus amigos eran malos para la actuación, pero Manuel vio en Álex un nivel de histrionismo decente, por lo que siempre era quien actuaba al no encontrar a alguien que pudiera. Realizaron juntos varios cortometrajes, muchos de ellos con un pésimo audio, mientras que las historias que creaba Álex eran complicadas, que además de Manuel, casi nadie comprendía los guiones, pues siempre manejó un elaborado lenguaje con frases y palabras lindas, un gusto que compartía con su amigo Manuel.
En 2004 terminó sus estudios de Cine y Televisión en la Universidad San Francisco de Quito.
Participó en la obra de teatro El método Grönholm de 2008, luego que asistiera al casting al ser sugerido por Calisto. En 2009 actuó para la obra de teatro Las Brujas de Salem y en 2012 para la obra Un Dios Salvaje. También fue parte de varios musicales como Cabaret de 2011 y Avenida Q de 2013.
Cisneros escribió el guion de la película A estas alturas de la vida, cinta que coprodujo y codirigió y coprotagonizó junto a su amigo Manuel Calisto durante mayo de 2011, donde también actuó con la actriz Sonia Valdez. Álex se encargó de un largo proceso de posproducción, el cual fue muy difícil para él, debido al fallecimiento de su amigo Manuel, quien fue asesinado en junio del mismo año en que se rodó la película. Respecto a este proceso, Cisneros manifestó en 2012 al medio Últimas Noticias que "en la práctica es muy raro tener una pantalla, y a través de la tecnología lo tienes vivo, apagas la pantalla y te das cuenta que no lo vas a ver en la realidad". Finalmente Cisneros finalizó el filme, el cual se estrenó en 2014.
Desde 2012 ha sido miembro del elenco de actores del canal de YouTube, Enchufe.tv, apareciendo en varios sketches.
También fue parte de varias películas ecuatorianas durante el 2013, como El facilitador, Alba y Tinta sangre.
En 2014 interpretó a Richard Hannay en la obra de teatro de Alfred Hitchcock, Los 39 escalones.
En 2018, formó parte del elenco de la obra de teatro Los Bonobos, junto a Nataly Valencia, Christian Castillo, Pancho Viñachi, Valentina Pacheco y Sonia Valdez.
Formó parte del elenco de actores ecuatorianos en la película de 2019, Dedicada a mi Ex de Enchufe.tv y dirigida por Jorge Ulloa, junto a los actores Martha Ormaza, Nataly Valencia, Raúl Santana, Orlando Herrera y Mosquito Mosquera.

## Filmografía

### Cine
- A estas alturas de la vida
- El facilitador
- Alba
- Tinta sangre
- Dedicada a mi Ex

### Teatro
- Mamma Mia
- Chicago
- Toc toc
- El método Grönholm
- Las Brujas de Salem
- Cabaret
- Avenida Q
- Un Dios Salvaje
- Los 39 escalones
- Los Bonobos

### Internet
- Enchufe.tv